# Château d'Ombreval
Le château d’Ombreval est situé sur la commune de Neuville-sur-Saône, au centre du bourg, dans la métropole de Lyon.

## Description
Le château, construit entre 1587 et 1593, a été fortement remanié, notamment par l’architecte René Salagnac entre 1961 et 1968. Il occupe aujourd’hui un plan rectangulaire, composé, côté ouest, d’un logis principal, et côté est, de deux corps de logis formant un L et bordant une cour. L’ensemble est flanqué de quatre pavillons d’angle de plan carré et en légère avancée. Une tour carrée s’inscrit dans l’angle nord-est du logis principal.
Les bâtiments s’élèvent sur trois niveaux et un niveau de combles. La façade occidentale comprend cinq travées, les trois travées centrales étant surmontées d’un fronton où figurent les armoiries des Neufville de Villeroy.
Le fossé qui entoure le château est enjambé par une passerelle, à l’est, et par trois ponts de pierre sur les autres côtés.
Le parc, dit parc d’Ombreval, s’étage sur deux niveaux, à l’ouest et au nord. Au niveau inférieur, on découvre encore l’emplacement d’un ancien bassin, au centre d’un jardin à la française et, à la limite nord du parc, un nymphée, pavillon en forme de grotte, édifié vers 1636 et classé le 25 août 1927.
Les dépendances du château abritent depuis 1966, la maison des jeunes et de la culture de Neuville-sur-saône.

## Historique
Le château porte le nom de son premier propriétaire, qui le fait édifier en 1458, sur un terrain appartenant à Antoine Louat.
Il passe ensuite à la famille lyonnaise des Buatier.
En 1586, Pierre de Saint-Priest d'Épinac (1540 – 1599), Primat des Gaules, et sa sœur, Claude d’Epinac (née en 1547), dame de Grésolles et du Colombier, acquièrent la propriété en communauté de Symphorien Buatier, seigneur de Montjoli, pour la somme de 7500 écus.
En 1599, Madame de Grésolles vend le château à Jean-Baptiste Livet, secrétaire du prélat, pour payer les dettes de son frère décédé.
Le 18 juin 1630, Camille de Neufville de Villeroy, alors âgé de 24 ans et abbé commendataire d’Ainay, achète 41000 livres le domaine baronnial dont fait partie le château, fief qui sera érigé en marquisat en 1666.

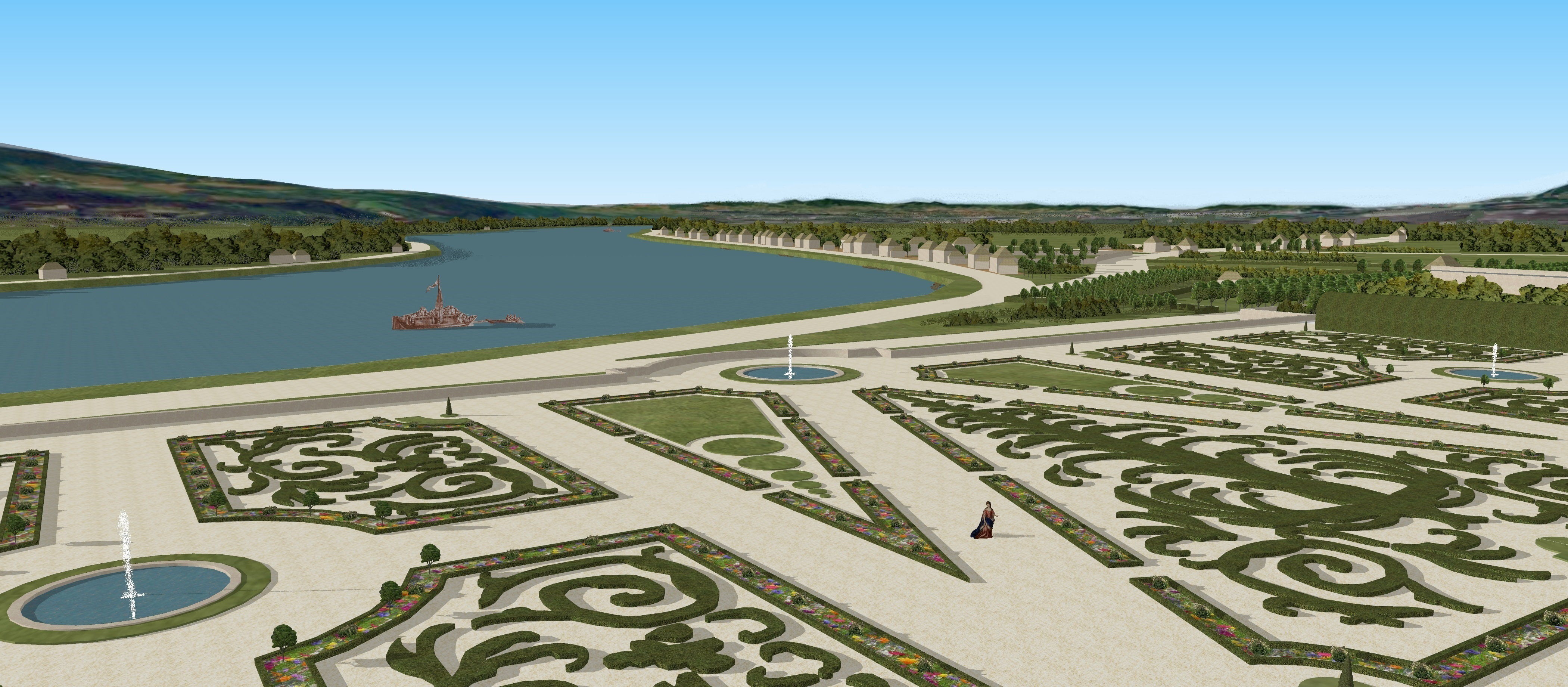
Restitution de la vue sur les parterres du château d'Ombreval (Vimy), à Neuville-sur-Saône, au nord de Lyon, vers 1670.

En 1658, archevêque de Lyon depuis 5 ans, il y accueille la Grande Mademoiselle et, l’année suivante, Louis XIV.
À la mort du précédent, en 1693, son neveu, le maréchal François de Neufville de Villeroy (1644 – 1730) hérite de la propriété.
En 1730, la propriété échoit à la petite-fille du précédent, Marie Madeleine Angélique de Neufville de Villeroy (1707 – 1787), qui épouse en 1721 Joseph Marie, duc de Boufflers (1706 – 1747), puis, en 1750, Charles François de Montmorency-Luxembourg (1702 – 1764).
Marie Madeleine Angélique cède le domaine à sa petite fille, Amélie de Boufflers (1746 – 1794), épouse d’Armand-Louis de Gontaut Biron, duc de Lauzun (1747 – 1793), qui sont guillotinés.
À la Révolution, le château est inscrit sur la liste des biens nationaux.
À partir de 1818, trois propriétaires se succèdent: M. Rambaud, M. Péricaud, puis M. Vergnais, marchand de vin.
En 1961, Monsieur Laurent Vergnais et sa sœur Mme Bertrand, fils et fille du précédent, font don du château à la commune qui en fera sa mairie.

## Galerie d'images

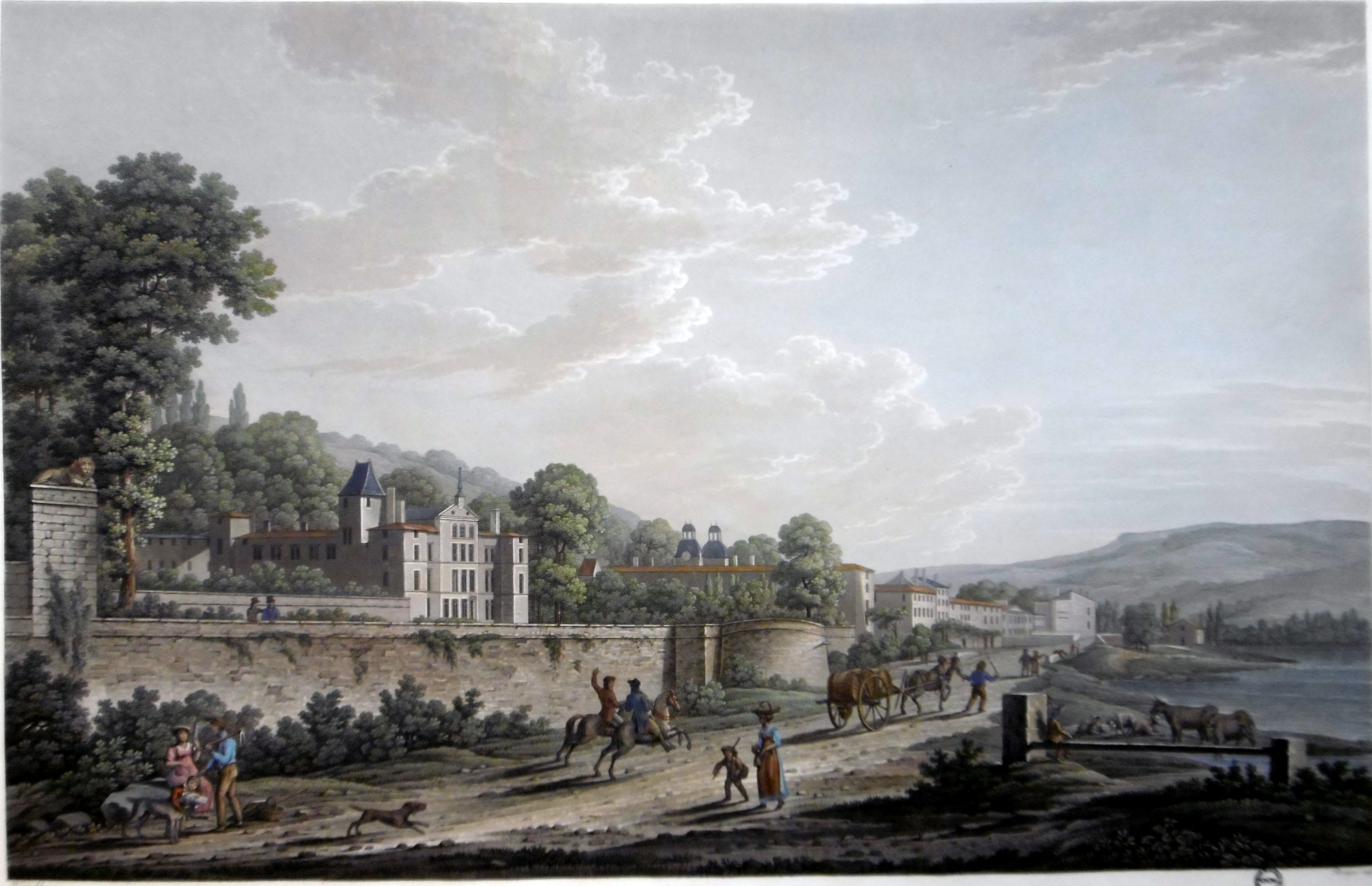
Dessin du château, XVIIIe s. ?, ADRML.
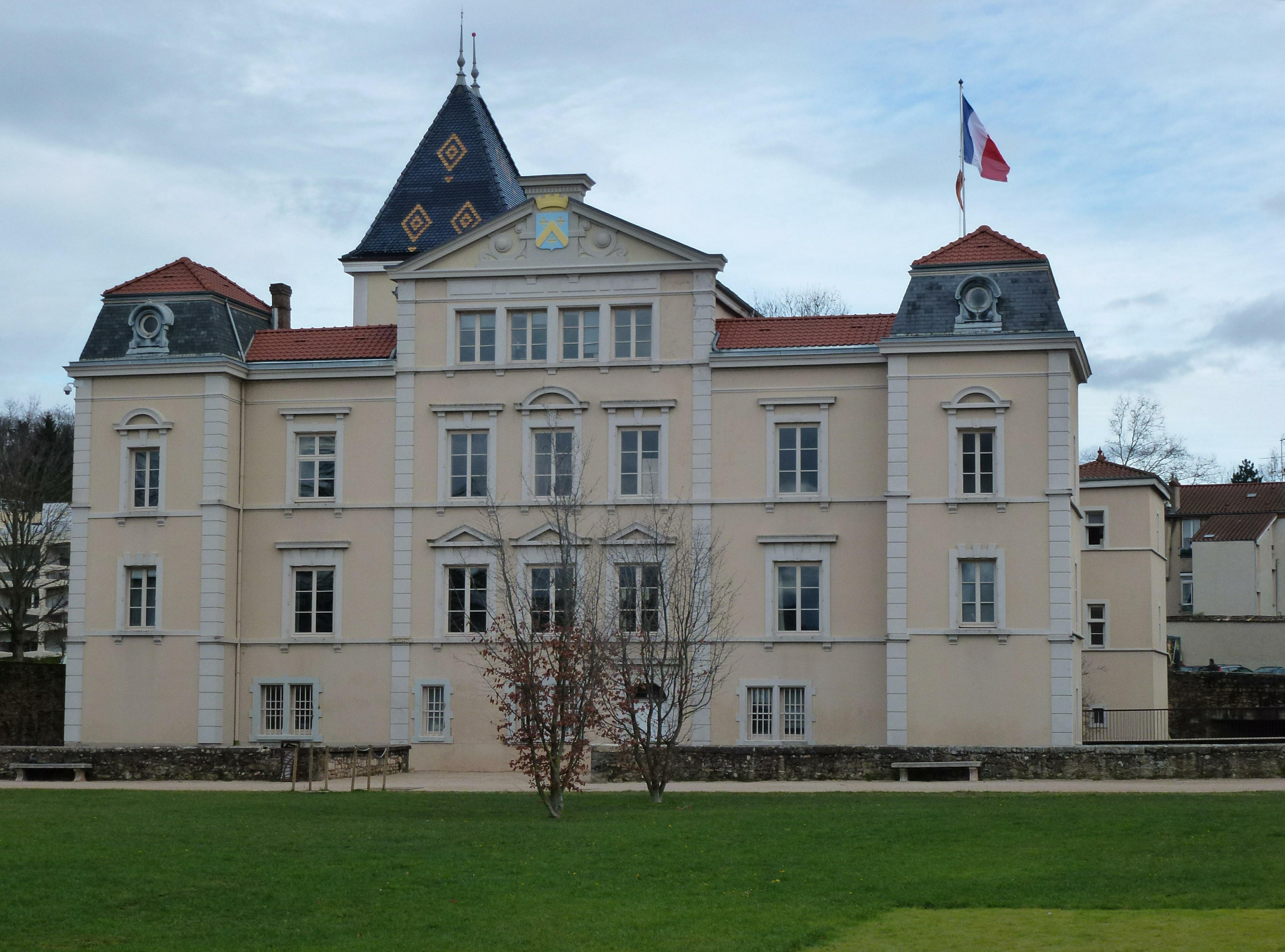
Façade occidentale du château.
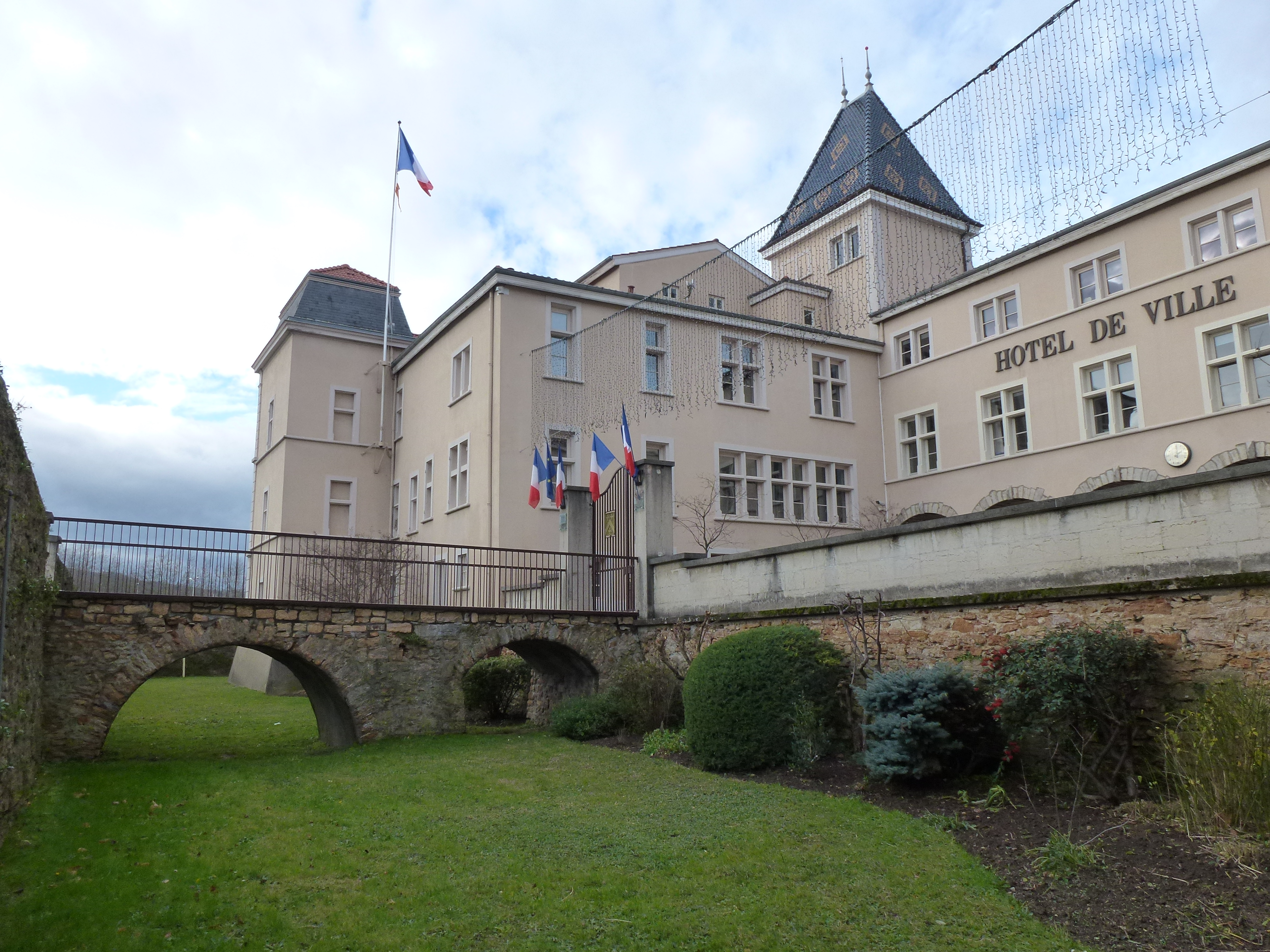
Façade méridionale et fossé du château.
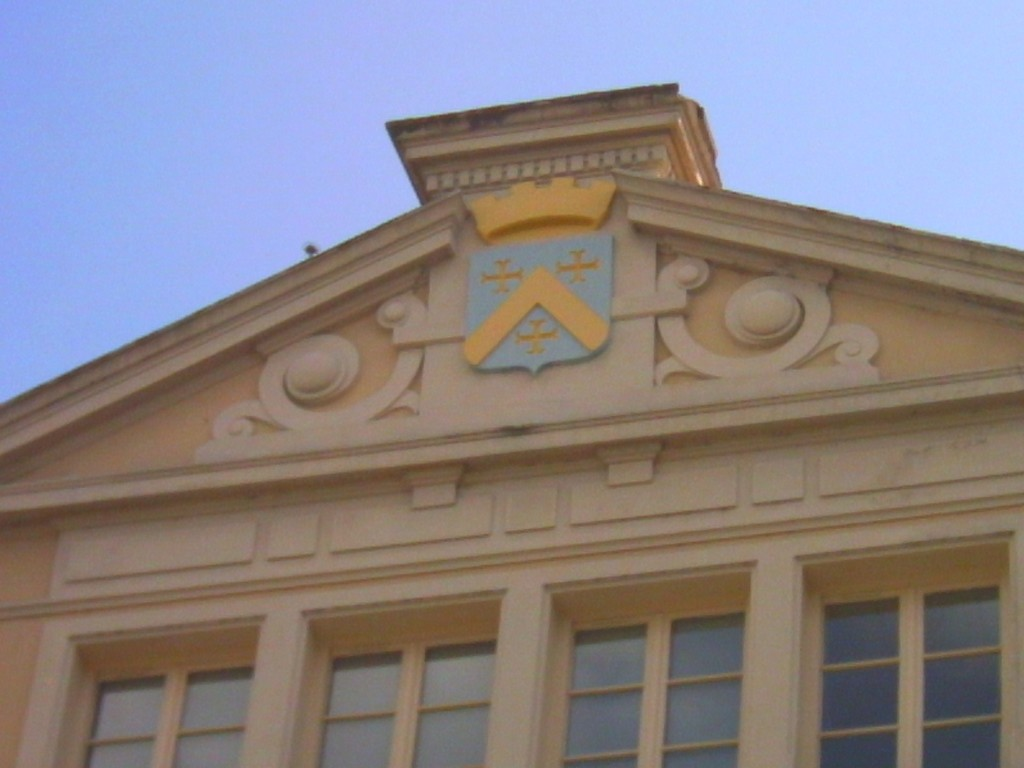
Blason des Neufville de Villeroy sur la façade du château.
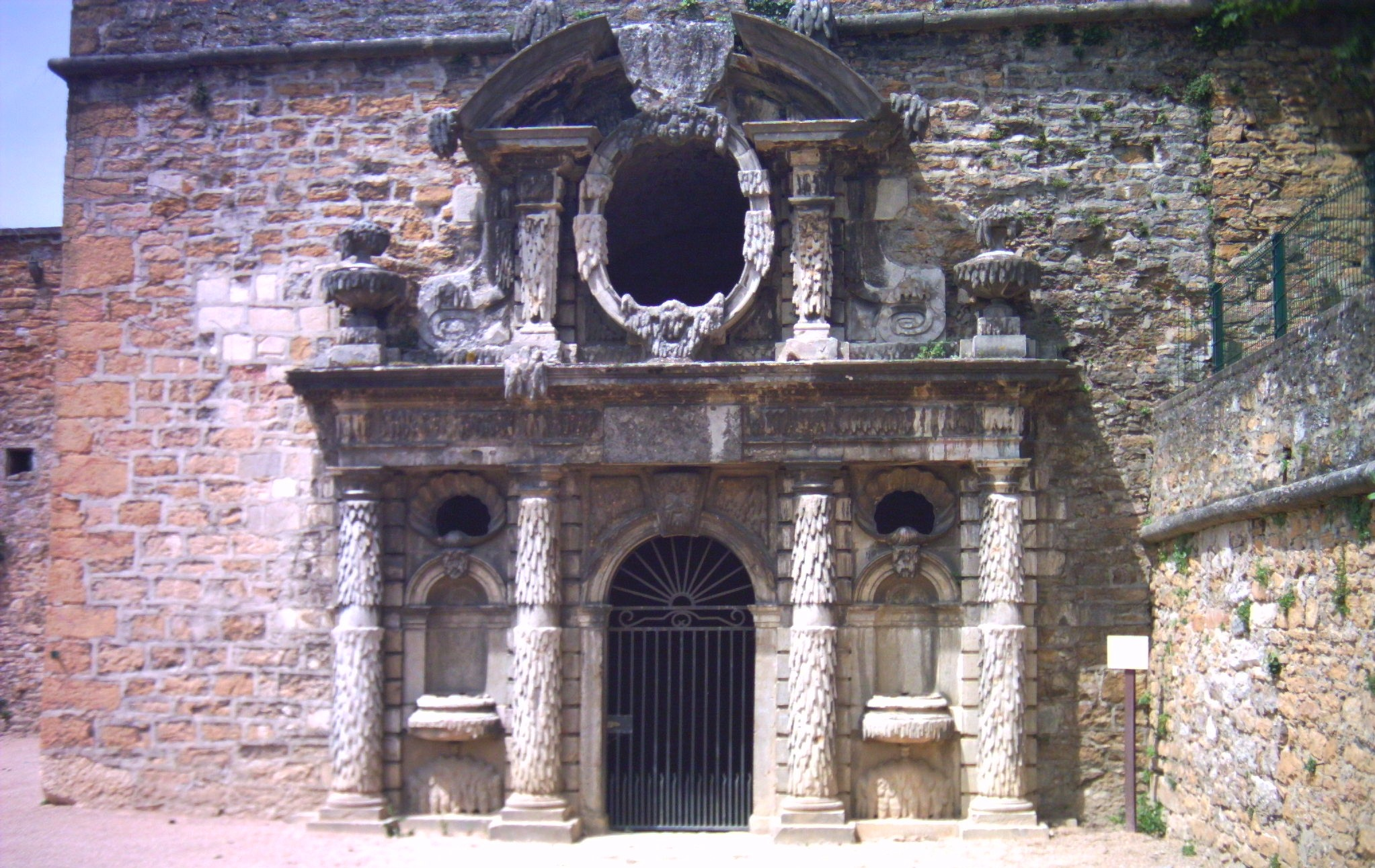
Le nymphée du château.
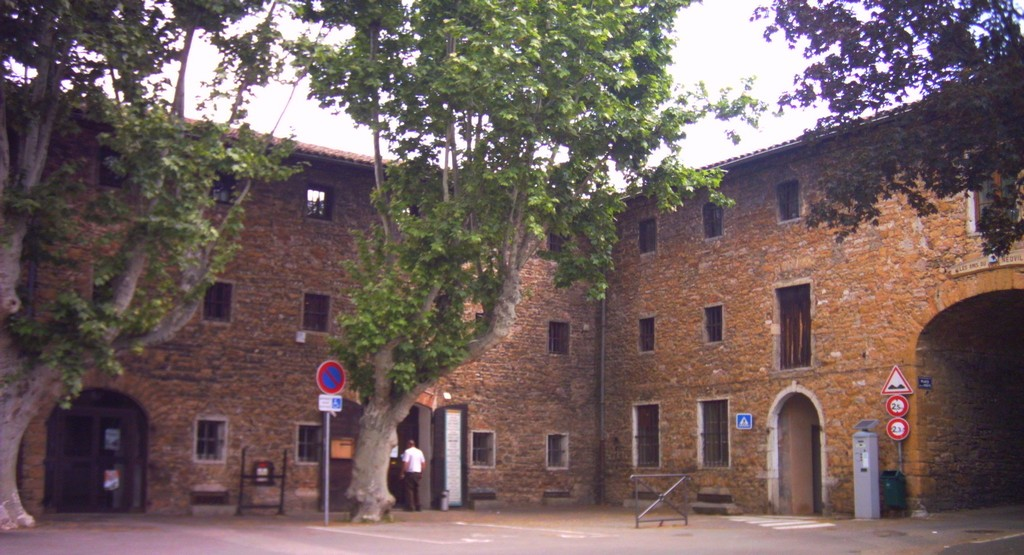
Les dépendances du château.
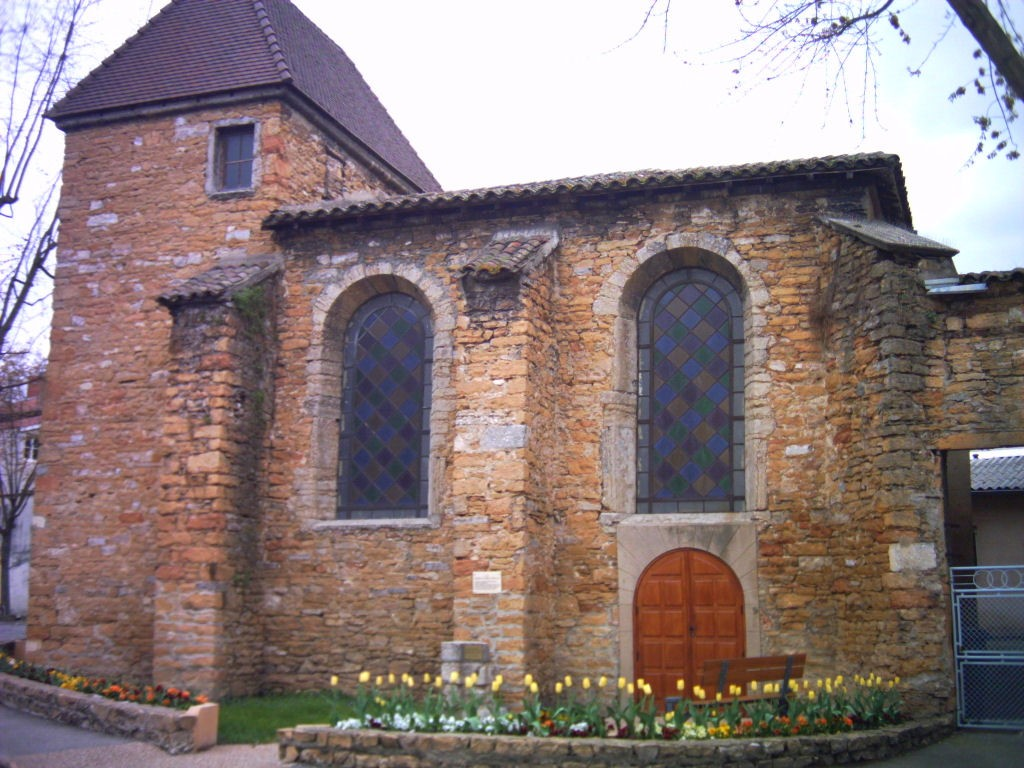
La chapelle du château.
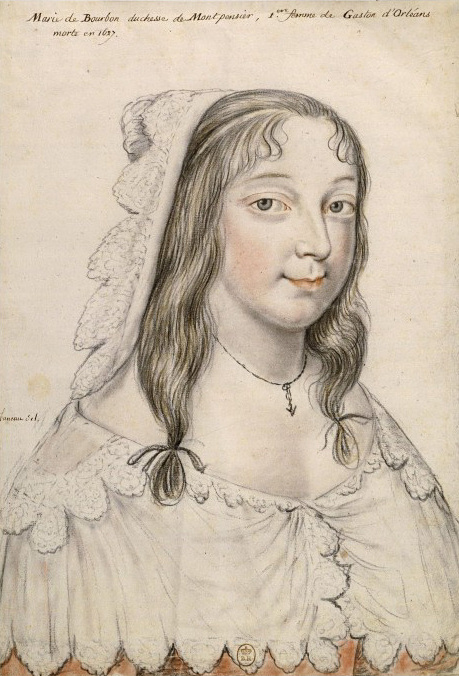
Anne-Marie-Louise d'Orléans, la Grande Mademoiselle
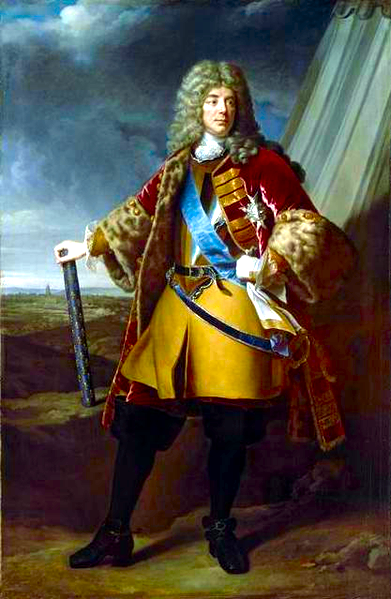
François de Neufville, duc de Villeroy
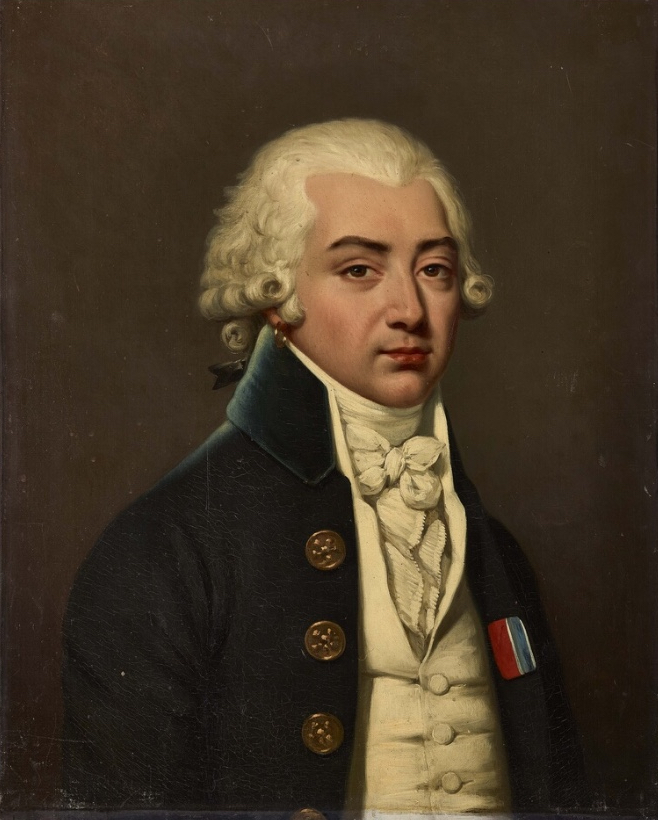
Armand-Louis de Gontaut Biron, duc de Lauzun

## Armoiries des Neufville de Villeroy
| Blason | Blasonnement : D'azur au chevron d'or, accompagné de trois croisettes ancrées du même. Commentaires : Supports : deux licornes. |

## Référence
1. ↑  Notice no PA00118007, sur la plateforme ouverte du patrimoine, base Mérimée, ministère français de la Culture